# Ovidi Montllor
Ovidi Montllor i Mengual (Alcoy, Alicante, 4 de febrero de 1942 - Barcelona, 10 de marzo de 1995) fue un actor y cantautor en valenciano que formó parte del movimiento de la Nova Cançó. Militó en el Partido Socialista Unificado de Cataluña (PSUC) y posteriormente en el Partit dels Comunistes de Catalunya (PCC), hasta su muerte.

## Trayectoria artística
Nació en Alcoy en la posguerra, era el mayor de tres hermanos de una familia de clase obrera. Aprendió a leer gracias a su tío, maestro de escuela que tras la guerra no pudo ejercer debido a su ideología. Posteriormente estudió en la escuela de Ribera y posteriormente en los Salesianos. De carácter enfermizo, aprovechó el tiempo que se vio obligado a estar en cama para leer los libros que su tío había dejado en su casa, desarrollando una afición por la lectura que le acompañaría el resto de su vida. A los 12 años se vio obligado a dejar la escuela y empezar a trabajar para sostener a su familia. Esto supuso un cambio muy profundo, trabajó en 36 oficios diferentes, según sus palabras, y fue a partir de los 18 años que empezó a reflexionar sobre su situación y a tomar conciencia de clase. Sus primeras experiencias como actor tuvieron lugar en 1962 con el grupo teatral La Cassola de Alcoy.
Con 24 años, tras el servicio militar, Alcoy vivió un período difícil debido a la crisis del sector textil, por lo que al no encontrar trabajo decide emigrar a Barcelona. Allí nada más llegar consigue trabajo en el Hotel Ritz. A partir de entonces entró en contacto con grupos de teatro independientes y asistiendo a conciertos en locales como La Cova del Drac, donde conoció a cantantes como Quico Pi de la Serra o Toti Soler, animándose él también a componer sus primeras canciones. Actuó con grupos de teatro independientes, como el del CICF, y más tarde con las compañías de Nuria Espert y Adrià Gual. 
En 1968 inició una carrera destacada como cantante, tras participar en enero de ese año, casi forzado por sus amigos Alfred Lucchetti y Joan de Sagarra en el segundo Festival de la Canción Universitaria, en el que inesperadamente quedó primero. Tras esto Quico Pi de la Serra le propuso acompañarle al festival de folk de Burg Waldeck, en el que actuó tras pedir vacaciones anticipadas en su trabajo. Esta experiencia le hizo tomarse en serio su faceta de cantante. Conoció a Raimon, quien le propuso grabar un disco con el sello 'Inici', que el propio Raimon había creado tras abandonar Edigsa. Este se publicó en 1968 con cuatro canciones: "La fera ferotge", "La cançó de les balances" –escrita por Josep Maria Carandell– "Lliçó de sumes i verbs" y "Cançó de llaurador". Su posición como una de las figuras de la 'Nova Cançó' le llegó definitivamente cuando a finales de ese mismo año cantó en el Palau de la Música Catalan] junto a Pi de la Serra y Raimon. 
A partir de entonces su carrera fue desarrollándose y en 1969 y 1970 publicó sendos singles, colaborando con músicos como Carlos Boldori, Adrià Font, Yosu Belmonte, Xavier Batllés, Víctor Ammann y especialmente el guitarrista y compositor Toti Soler. Sus composiciones cuentan con música propia sobre textos de Salvador Espriu, Vicent Andrés Estellés, Pere Quart y de él mismo. El 27 de abril de 1975 cantó junto con Toti Soler en el Teatro Olympia de París, y ese mismo año actuó en la película 'Furtivos' de José Luis Borau, con la que se dio a conocer como actor cinematográfico. Su quinto LP se publicó en 1976, dedicado al poeta Salvat-Papasseit e ilustrado por Josep Guinovart. Tras publicar 4.02.42 (el título es su fecha de nacimiento) decidió dedicarse a la actuación, llegando a actuar en unas 50 películas.
En 1993 decidió volver a grabar un disco al que titularía Veri Good, pero comenzó a experimentar problemas de voz que resultaron ser debidas a un cáncer de esófago que le llevó a la muerte dos años más tarde, en 1995.
Entre sus piezas musicales más populares destacan:
- La samarreta, una de sus primeras composiciones, en la que dejaba muy clara su ideología de izquierdas.
- La fera ferotge
- Homenatge a Teresa
- Perquè vull
- L'escola de Ribera, sobre su infancia.
- La cançó del cansat

Otro ámbito en el que Ovidi destacó fue el cine. Intervino, entre otras, en las películas siguientes:

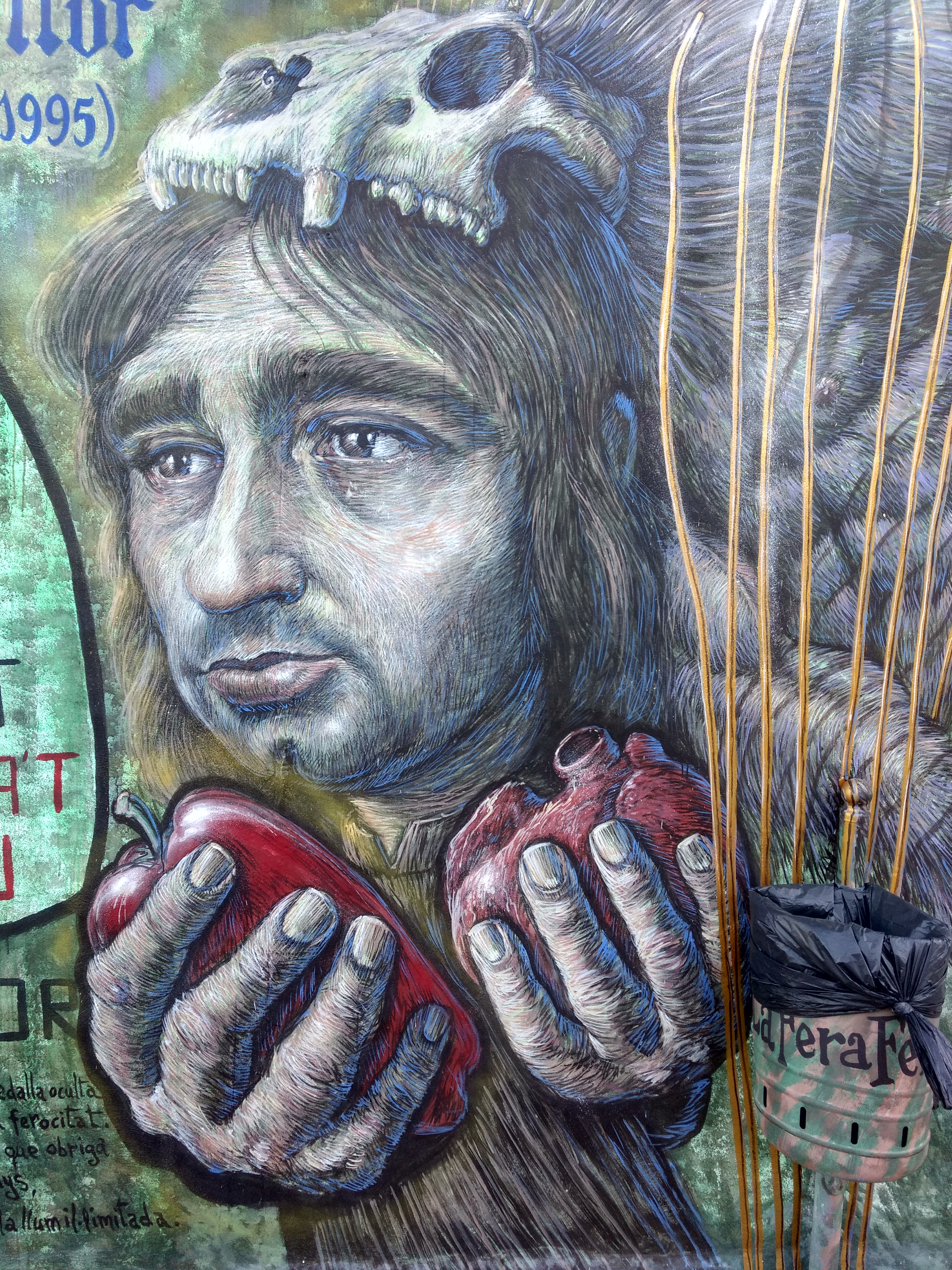
Mural de Toni Espinar en Alcoy.

- Furia española, de Francesc Betriu (1975)
- Furtivos, de José Luis Borau (1975).
- Josafat (televisión)
- La nova cançó (1976, como él mismo).
- La ciudad quemada, de Jaime Camino (1976).
- La siesta, de Jorge Grau (1976).
- La oscura historia de la prima Montse, de Jordi Cadena (1978).
- La portentosa vida del pare Vicent, de Carles Mira (1978).
- Companys, procés a Catalunya, de Josep Maria Forn (1979).
- La Sabina, de José Luis Borau (1979).
- La verdad sobre el caso Savolta, de Antonio Drove (1980).
- El nido, de Jaime de Armiñán (1980).
- La campanada, de Jaime Camino (1980).
- Con el culo al aire, de Carles Mira (1980).
- La fuga de Segovia, de Imanol Uribe (1981).
- El fascista, doña Pura y el follón de la escultura, de Joaquim Coll Espona (1983).
- El pico, de Eloy de la Iglesia (1983).
- Héctor, El Estigma del Miedo, de Carlos Pérez Ferré (1984).
- Fuego eterno, de José Ángel Rebolledo (1985).
- Las aventuras de Pepe Carvalho (1986).
- El aire de un crimen, de Antonio Isasi-Isasmendi (1988).
- El río que nos lleva, de Antonio del Real (1989).
- Amanece, que no es poco, de José Luis Cuerda (1989).
- El largo invierno, de Jaime Camino (1992).

## Discografía
- La Fera ferotge / Cançó de les balances (EP 1968)
- Història d'un amic / La fàbrica Paulac (EP 1969)
- Sol d'estiu / Ell (senzill 1971)
- Un entre tants... (1972)
- Crònica d'un temps (1973)
- A Alcoi (1974) (Reeditado y digitalizado por Picap 2008)
- Salvat-Papasseit per Ovidi Montllor (1975) (Reeditado y digitalizado por Picap 2007)
- Ovidi Montllor a l'Olympia (1975) Directo en el Teatro Olympia de París (Reeditado y digitalizado por Picap 2008)
- De manars i garrotades (1977) (Reeditado y digitalizado por Picap 2008)
- Bon vent... i barca nova! (1979)
- Ovidi Montllor diu 'Coral romput' (doble 1979), reeditado en CD en 2007.
- 4.02.42 (1980)
- Ovidi Montllor... per sempre (recopilatorio póstumo 1995)
- Antologia (13cd 2000)